# 賈斯特曼山
84°35′S 172°56′W / 84.583°S 172.933°W
賈斯特曼山（英語：Mount Justman），是南極洲的山峰，位於杜費克海岸，屬於加布羅山的一部分，海拔高度740米，處於奧利弗峰和羅特山之間，現時由南極條約體系管理。